# Articolo Uno (partito politico)
Articolo Uno, ufficialmente denominato Articolo 1 - Movimento Democratico e Progressista (anche abbreviato come Art.1 o Art.1-MDP) fino al 7 aprile 2019, è stato un partito politico italiano di centro-sinistra fondato il 25 febbraio 2017 da dissidenti di primo piano del Partito Democratico in disaccordo con la nuova linea del segretario del partito Matteo Renzi, e scioltosi il 10 giugno 2023 per riconfluire all'interno del PD a guida Schlein.
Il partito sosteneva la centralità del lavoro, i nuovi diritti, la piena uguaglianza, l'integrazione europea, la laicità, la giustizia sociale, la non-violenza e la salvaguardia dell’ambiente. Il nome Articolo Uno si riferiva all'articolo 1 della Costituzione italiana che definisce l'Italia «una repubblica democratica fondata sul lavoro» e afferma il principio della sovranità popolare.

## Storia

### Le scissioni dal PD
Dopo le elezioni primarie del Partito Democratico del 2013, che hanno visto l'elezione del sindaco di Firenze Matteo Renzi come segretario, il PD fu lacerato da una lotta interna tra la maggioranza vincitrice (composta dai cosiddetti "renziani", corrente composta di centristi sostenitori della «Terza via») e le componenti maggiormente a sinistra, sempre critiche con Renzi, il suo governo (2014-2016) e la sua proposta di riforma costituzionale, poi bocciata dal referendum costituzionale nel dicembre 2016.
Dopo le scissioni di Possibile (ad opera del deputato Giuseppe Civati) e di Futuro a Sinistra (dell'ex-viceministro dell'economia Stefano Fassina), i maggiori esponenti dell'ala sinistra del PD sono diventati Enrico Rossi e Roberto Speranza, sostenuti dagli ex segretari del PD Pier Luigi Bersani e Guglielmo Epifani e dall'ex presidente del Consiglio e segretario dei DS Massimo D'Alema.
Nel febbraio del 2017 Renzi decise di dimettersi da segretario, candidandosi alle successive elezioni primarie del PD da tenersi dopo circa due mesi. Ciò non venne considerato sufficiente dalla maggior parte delle componenti di sinistra, che richiedevano, per garantire un maggiore dibattito fra le varie anime del partito, di tenere le primarie dopo l'estate, continuando a sostenere il Governo Gentiloni e respingendo qualsiasi richiesta di voto anticipato.
Nello stesso periodo, un gruppo di ex membri di Sinistra Ecologia Libertà (SEL), tra cui Arturo Scotto, decise di non aderire al nuovo partito di sinistra chiamato Sinistra Italiana, in cui SEL si stava sciogliendo, in polemica con la linea maggioritaria del partito, tesa a rifiutare il dialogo con il PD. In seguito questo gruppo avrebbe aderito interamente all'allora costituendo soggetto.

### La nascita ufficiale
Dall'unione di questi gruppi nasce quindi, il 25 febbraio 2017, Articolo 1 - Movimento Democratico e Progressista, i cui leader sono Roberto Speranza, Arturo Scotto, Enrico Rossi e Pier Luigi Bersani. Altri membri rappresentativi sono Massimo D'Alema, Claudio Fava, Guglielmo Epifani, Vasco Errani, Vincenzo Visco, Flavio Zanonato e Carlo Pegorer.
Il 3 marzo 2017 Sergej Stanišev, presidente del Partito Socialista Europeo, dichiara di non voler accogliere nel PSE i membri del neonato Movimento Democratico e Progressista, poiché formato da scissionisti rispetto a un partito, il PD, già membro del PSE dal 2014. La dichiarazione viene contestata da Roberto Speranza, che la indica come sintomo della «crisi del socialismo europeo». In ogni caso, i tre eurodeputati di Articolo 1 - MDP fanno parte del gruppo dell'Alleanza Progressista dei Socialisti e dei Democratici (S&D) nel Parlamento europeo.
Intanto il partito si sviluppa anche a livello regionale, con la nascita di gruppi consiliari autonomi di MDP in Sardegna, Puglia, Lazio e Piemonte, oltre alla Toscana del Presidente Rossi. Membri di MDP sono inoltre presenti, pur senza formare un gruppo autonomo, in quasi tutte le altre regioni, portando il totale dei consiglieri regionali del partito a 23 nell'aprile 2017.
Il 1º aprile 2017 alla stazione marittima di Napoli ha luogo la prima assemblea nazionale dei comitati promotori di MDP alla presenza di Bersani, D'Alema, Speranza e del sindaco della città Luigi de Magistris che apre al dialogo con il movimento. Nello stesso mese Roberto Speranza diviene coordinatore nazionale del movimento. Il 19, 20 e 21 maggio 2017 a Milano si svolge una tre giorni programmatica denominata Fondamenta, nel corso della quale sono elaborati documenti programmatici che costituiscono una base del programma del nuovo soggetto.
Nella maggior parte dei casi Art.1-MDP non partecipa alle elezioni comunali del 2017 con proprie liste. A L'Aquila è presente una lista Articolo 1 Movimento Democratico e Progressista che ottiene 1 782 voti, il 4,66%, eleggendo un consigliere, nonostante la sconfitta del candidato sindaco sostenuto.

### Collaborazione con Campo Progressista e uscita dalla maggioranza
Il 1º luglio 2017 il partito promuove una manifestazione in piazza Santi Apostoli a Roma, insieme a Campo Progressista di Giuliano Pisapia e ad altre forze politiche di centro-sinistra, per lanciare Insieme, un nuovo soggetto politico in vista delle elezioni politiche del 2018.
Il 24 settembre 2017 nasce la struttura giovanile del movimento denominata Movimento Giovanile della Sinistra (MGS).
Il 3 ottobre 2017 il viceministro dell'Interno Filippo Bubbico si dimette e Roberto Speranza comunica che Articolo Uno passerà all'appoggio esterno al governo, sperando in una svolta radicale sulle politiche governative. Pochi giorni dopo, in seguito all'annuncio da parte di Speranza dell'indizione di un'assemblea per un nuovo soggetto politico in vista delle elezioni, avviene la rottura con Campo Progressista di Giuliano Pisapia, sancendo di fatto la fine di Insieme, il soggetto lanciato il 1º luglio. Nei giorni seguenti Articolo Uno non vota le tre questioni di fiducia poste dal governo Gentiloni sull'approvazione del Rosatellum (la nuova legge elettorale proposta da Ettore Rosato, capogruppo PD alla Camera), annunciando il 17 ottobre l'uscita dalla maggioranza e il passaggio all'opposizione.

### Regionali siciliane del 2017
Alle elezioni regionali siciliane del 5 novembre 2017 il partito sostiene la candidatura a presidente della Regione del proprio deputato Claudio Fava nell'ambito di una coalizione di sinistra, assieme a Sinistra Italiana, Rifondazione Comunista, Verdi e Possibile. Articolo Uno, insieme agli altri partiti schierati a sostegno di Fava, si federa nella lista unitaria Cento Passi per la Sicilia, per ovviare allo sbarramento del 5% previsto dalla legge elettorale siciliana. La coalizione riesce ad eleggere Claudio Fava ottenendo in totale 128 157 voti.

### Elezioni politiche nazionali e regionali in Lazio e Lombardia del 2018
Il 7 novembre 2017 la direzione nazionale delibera la collaborazione con Sinistra Italiana e Possibile per le elezioni politiche del 2018. Il 3 dicembre a Roma un'assemblea nazionale dei delegati nominati dalle tre forze politiche, attraverso 158 assemblee locali, sancisce la nascita dell'alleanza designando come leader il Presidente del Senato Pietro Grasso. La denominazione proposta per la lista elettorale è Liberi e Uguali. Alle elezioni politiche del 4 marzo 2018 la lista ottiene il 3,39% (alla Camera) e il 3,28% (al Senato) dei voti, eleggendo 14 deputati e 4 senatori, la maggior parte dei quali esponenti di Articolo Uno.
Lo stesso giorno delle elezioni politiche vanno al voto anche i cittadini delle Regioni Lazio e Lombardia per eleggere i consiglieri e i nuovi governatori. La lista Liberi e Uguali appoggia in via esclusiva nella regione laziale, pur con la forte contrarietà di Sinistra Italiana e Possibile, il candidato democratico nel Lazio Nicola Zingaretti mentre in Lombardia non appoggia il candidato dei democratici Giorgio Gori in favore di un proprio candidato, il sindacalista Onorio Rosati, il quale non supera l'1,93% dei voti. Nel Lazio ottiene il 3,48% dei voto eleggendo un solo deputato regionale, risultando tuttavia con i suoi quasi 90.000 voti decisiva per la conferma di Zingaretti alla guida della regione, conseguita con uno scarto sul candidato del centrodestra di neppure 55.000 voti.
Il 22 aprile si svolgono le regionali in Molise che vedono la lista Liberi e Uguali, come avvenuto nel Lazio, partecipare appoggiando il candidato del PD Carlo Veneziale ma con il 3,29% non riesce ad eleggere neanche un consigliere. Una settimana dopo, il 29 aprile si svolgono le regionali in Friuli Venezia Giulia, dove però la lista LeU non si presenta, ma Art.1 - MDP si associa alla lista Open Sinistra FVG a sostegno del candidato del PD Sergio Bolzonello eleggendo con il 2,78% un consigliere (l’ex sindaco di Udine Furio Honsell), contrari invece Sinistra Italiana e Possibile.

### Gli sviluppi successivi, crisi del progetto partitico di Liberi e Uguali
Dopo il risultato del 4 marzo 2018 alle elezioni politiche viene convocata una assemblea nazionale per il 12 maggio ("Restart"). Vi partecipano anche esponenti della minoranza del PD e il segretario di Sinistra Italiana, Nicola Fratoianni.
Il documento approvato (e condiviso da SI) chiede un'assemblea costituente del progetto di LeU da tenersi entro lo stesso mese di maggio.
Il 26 maggio viene convocata a Roma, con Possibile e Sinistra Italiana, l'assemblea nazionale di Liberi e Uguali per discutere il percorso politico unitario. L'assemblea decide di dar vita al percorso costituente di LeU, progetto che sarà tuttavia abbandonato lo stesso giorno da Possibile per bocca della neoeletta segretaria Beatrice Brignone, pur con la contrarietà di David Tozzo, candidato sconfitto al congresso di Possibile celebratosi lo stesso mese intervenuto poi sul medesimo palco.
Il 22 luglio viene convocata un'assemblea a Roma di Articolo Uno in cui viene rieletto coordinatore Roberto Speranza all'unanimità dall'assemblea dei 500 delegati da tutta Italia. Nello stesso modo è avvenuto nei giorni prima a livello territoriale dove sono stati eletti i coordinatori e i coordinamenti. Si incoraggia la costituzione di LeU a partito in tempi brevi.
Tuttavia nell'autunno del 2018 il progetto entra in crisi, nonostante gli appelli di Pietro Grasso e dello stesso movimento. Dopo Possibile anche SI annuncia di voler chiudere con Liberi Uguali in seguito alle varie divergenze che hanno portato alla fase di stallo del percorso costituente. Articolo Uno, criticata anche per l'ambiguità nei confronti del PD, tuttavia invita a superare le incomprensioni in sede di congresso.
In seguito, tuttavia, nel coordinamento del 10 novembre tramite un documento anche Articolo Uno decide di lasciare il progetto e svolge il 16 dicembre un'assemblea aperta con l'obiettivo di dar vita ad un nuovo progetto 'rossoverde', di stampo socialista ed ecologista, lanciando per il febbraio dell'anno successivo l'inizio della sua fase costituente.
Alle regionali in Abruzzo del 10 febbraio 2019 Articolo Uno si presenta con la lista "Progressisti con Legnini - Liberi e Uguali" a sostegno di Giovanni Legnini, sconfitto dal candidato del centro-destra, e con il 2,77% non riesce ad ottenere alcun seggio per una manciata di voti. Alle regionali in Sardegna del 24 febbraio Liberi e Uguali Sardigna sostiene il sindaco di Cagliari Massimo Zedda che però viene sconfitto dal candidato del centro-destra, la lista LeU con il 3,9% riesce comunque ad eleggere due consiglieri che sono entrambi di Articolo Uno.
Il 16 e 17 febbraio il partito svolge a Roma un'assemblea nazionale con forum tematici e successivo dibattito politico, dandosi poi un nuovo appuntamento per il 6 e 7 aprile, quando si celebra l'Assemblea Congressuale.

### Primo congresso nazionale, Speranza segretario ed elezioni europee
Il 6 e 7 aprile 2019 si svolge a Bologna il I Congresso nazionale. I delegati congressuali eleggono Roberto Speranza segretario del partito, che vede anche l'ingresso della ex-minoranza di Possibile del già candidato segretario David Tozzo; il partito nell'occasione vede riformato il proprio statuto e viene ribattezzato Articolo Uno. Il Congresso sancisce l'uscita del partito dal progetto di Liberi e Uguali (ormai di fatto non più attivo) e acconsente all'alleanza elettorale con il Partito Democratico, Democrazia Solidale e Campo Progressista in vista delle elezioni europee. Nella lista unitaria di centro-sinistra Partito Democratico - Siamo Europei vengono inseriti anche Maria Cecilia Guerra e Massimo Paolucci iscritti ad Articolo Uno ma anche personalità legate sempre al partito ma da indipendenti come Franco Roberti e Furio Honsell. Di questi solo Roberti verrà eletto iscrivendosi poi però al PD.

### Articolo Uno nel governo Conte II
Dopo la crisi del Governo Conte I causata dalla sfiducia della Lega verso il Presidente del Consiglio Giuseppe Conte si crea una fase di crisi durante agosto 2019 che si conclude poi con la nascita del Governo Conte II sempre guidato da Giuseppe Conte ma con un cambio di maggioranza con il M5S, il PD e infine LeU. All'interno di questa nuova compagine di governo, ad Articolo Uno, nella persona di Roberto Speranza, viene assegnato il ministero della Salute e poi anche nella persona di Maria Cecilia Guerra come Sottosegretaria al Ministero dell'economia e delle finanze.

### DiGiTALiA - Stati generali dell'Innovazioneed election day 2020
Un nuovo appuntamento nazionale, DiGiTALiA - Stati generali dell'Innovazione, inizialmente previsto per il 21 marzo 2020, viene rinviato a causa dello scoppio della crisi del coronavirus. Tali Stati generali si tengono comunque il 4 e 5 settembre ma online, sulla piattaforma di videoconferenza Zoom, e trasmessi in diretta streaming su YouTube, sancendo seppur in modalità inedita la ripresa delle attività nazionali del partito
In occasione delle elezioni regionali in Emilia-Romagna del 26 gennaio 2020 sostiene insieme a Sinistra Italiana, èViva e Diem25 la lista Emilia-Romagna Coraggiosa, che raggiunge il 3,7%, eleggendo due consiglieri e avendo poi anche la Vicepresidenza della Regione con Elly Schlein. In Calabria invece la lista Democratici e Progressisti sostenuta da simili forze ottiene il 6,12% ed elegge lo stesso due consiglieri ponendosi all'opposizione della regione.
Per quanto concerne le elezioni regionali previste in sette regioni il 20 e 21 settembre:
- in occasione delle elezioni regionali in Campania sostiene la lista Democratici e Progressisti dove però ottiene un 1,07% non eleggendo nessun consigliere.
- in occasione di quelle in Liguria sono compresi candidati del partito nella lista unica (con entrambi i simboli) col Partito Democratico, che però nonostante la lista ottenga il 19,89% non vede eletti candidati di Articolo Uno.
- in occasione di quelle nelle Marche sostiene la lista Marche Coraggiose con ex esponenti del M5S e Italia in Comune, ottenendo l'1,49% non eleggendo nessun consigliere.
- in occasione di quelle in Puglia sostiene la lista Senso Civico - Un nuovo Ulivo per la Puglia che nonostante ottenga il 4,16%, superando la soglia di sbarramento del 4, non vede assegnatole alcun consigliere.
- in occasione di quelle in Toscana sostiene la lista Sinistra Civica Ecologista che però nonostante sia la terza lista più votata della coalizione non elegge nessun consigliere per appena lo 0,02%, fermandosi subito sotto la soglia di sbarramento del 3 con il 2,96% dei voti.
- in occasione di quelle in Valle d'Aosta sostiene la lista Progetto Civico Progressista che ottiene il 15,25% pur non candidando nessuno del partito.
- in occasione di quelle in Veneto sostiene la lista Il Veneto che vogliamo che ottiene 2,01% eleggendo un consigliere che però non fa riferimento al partito.

Per quanto concerne il referendum sulla riduzione dei parlamentari nello stesso election day il partito, ricordando anche l'adesione al principio di libertà di coscienza e pur richiedendo l’approvazione della legge elettorale proporzionale almeno in un ramo del Parlamento, poi non avvenuta, non ha dato un'indicazione di voto, e al suo interno insistono posizioni sia a favore del Sì che del No. Per le amministrative sostiene i candidati sindaco del centro-sinistra con liste proprie o con alleanze di lista con Sinistra Italiana ed altri.
Come fatto in precedenza per le elezioni suppletive di febbraio e marzo 2020 il partito supporta i candidati del centro-sinistra.

### Ritorno al Parlamento europeo e governo Draghi
L'eurodeputato belga Marc Tarabella annuncia il 20 gennaio 2021 la sua iscrizione ad Articolo Uno, che così ritorna nel parlamento europeo nella legislatura 2019-2024.
Dopo la crisi del Governo Conte II causata dalle dimissioni dei Ministri di Italia Viva  si crea una fase di crisi durante gennaio/febbraio 2021 che si conclude poi con la nascita del Governo Draghi guidato da Mario Draghi con un governo di unità nazionale. All'interno di questa nuova compagine di governo, ad Articolo Uno, nella persona di Roberto Speranza, viene riassegnato il ministero della Salute e poi anche nella persona di Maria Cecilia Guerra come riconfermata come Sottosegretaria al Ministero dell'economia e delle finanze.
Il 7 giugno viene a mancare il deputato nonché tra i fondatori del partito Guglielmo Epifani. Qualche giorno dopo gli subentra come deputata Maria Flavia Timbro, attuale Segretaria di Articolo Uno Messina.
Il 16 luglio 2021 il deputato Devis Dori aderisce ad Articolo Uno, che poi lascerà nel gennaio 2022 iscrivendosi a Europa Verde.

### Secondo congresso nazionale
In vista del secondo congresso del 23 e 24 aprile 2022 a Roma, vengono depositate due mozioni presso la commissione congressuale nazionale: «È il tempo della sinistra» con candidato Segretario nazionale Roberto Speranza e «e noi a sinistra, invece» con candidato Segretario nazionale David Tozzo; per quest'ultima, il 23 marzo la commissione delibera la non amissione al voto nel percorso congressuale. Tozzo, in contrasto con la linea politica di convergenza verso il Partito Democratico, è l'unico delegato al Congresso nazionale che vota contro la mozione di Speranza, e in seguito lascia il partito aderendo a Sinistra Italiana.

### Elezioni politiche del 2022 e sviluppi successivi
A fine luglio 2022, la Direzione Nazionale annuncia la partecipazione di Art.1 alle elezioni politiche fissate per il 25 settembre dello stesso anno in una lista unitaria — insieme ad altre forze politiche europeiste di ispirazione socialdemocratica e progressista (PD, PSI e DemoS) — denominata «Italia Democratica e Progressista». Vengono eletti in Parlamento cinque deputati (Roberto Speranza, Maria Cecilia Guerra, Nico Stumpo, Federico Fornaro e Arturo Scotto) e nessun senatore.
Il 6 novembre successivo la direzione nazionale delibera di voler partecipare alla "costituente di un nuovo soggetto di sinistra" con il PD, in vista del congresso di tale partito. Una minoranza (pari al 12% della direzione) si dice contraria e annuncia invece di voler andare "verso un partito del lavoro”. Il 22 gennaio 2023 la direzione nazionale invita i propri iscritti a partecipare alle elezioni primarie del Partito Democratico.
Alle regionali in Lombardia del 12-13 febbraio 2023 Articolo Uno con PD e PSI forma la lista Partito Democratico - Lombardia Democratica e Progressista a sostegno di Pierfrancesco Majorino, che raccoglie il 21,82% con 17 eletti (tutti del PD).
Alle contemporanee elezioni nel Lazio Articolo Uno sostiene propri rappresentanti nella Lista Civica D'Amato Presidente, ma sono anche presenti alcuni esponenti dissidenti nella lista Polo Progressista di Sinistra & Ecologista, la quale insieme al M5S compone la coalizione in appoggio a Donatella Bianchi.
Alle regionali dell'1 e 2 aprile in Friuli-Venezia Giulia viene eletto consigliere Massimiliano Pozzo, uno dei tre rappresentanti di Articolo Uno che sono candidati nelle liste del PD. Viene inoltre riconfermato consigliere Furio Honsell, esponente di Articolo Uno ma volto principale della lista Open Sinistra FVG. Entrambi fanno parte della coalizione di centro-sinistra con candidato Massimo Moretuzzo.
Alle amministrative di maggio nella maggior parte dei casi Articolo Uno si presenta nelle liste del PD o nelle civiche dei candidati sindaco.

### Assemblea nazionale e scioglimento
Ad inizio giugno 2023, precisamente a partire dal 9 giugno 2023, attraverso voci come quelle del coordinatore, Arturo Scotto, e del segretario Roberto Speranza, viene resa nota la volontà di procedere, attraverso un'assemblea convocata per i successivi 10 e 11 giugno 2023, allo scioglimento del soggetto politico per confluire nel Partito Democratico a guida Schlein. Non sono mancate voci contrarie alla proposta. Durante l'assemblea nazionale del 10 giugno 2023 aperta ai soli delegati, il segretario Roberto Speranza dichiara la cessazione del partito. Contestualmente viene costituita l'associazione Compagno è il mondo.

## Ideologia e posizioni
Il Manifesto dei Valori parlava di «un soggetto aperto» volto a «costruire e radicare nelle varie comunità un campo di esperienze democratiche e riformiste legate alle culture socialdemocratiche, socialiste liberali ed ecologiste, al mondo civico dell'associazionismo e del volontariato, alla mobilitazione popolare manifestatasi nel recente referendum costituzionale».
I principali contenuti erano riconducibili alla storia del movimento operaio e alla centralità del lavoro, con particolare riferimento alla lotta alla precarietà e al ripristino dell'articolo 18 dello Statuto dei Lavoratori. Altre tematiche riguardavano i nuovi diritti, la piena uguaglianza che si realizza attraverso l'allargamento delle libertà, l'integrazione europea accompagnata da un nuovo incisivo protagonismo, la laicità, la giustizia sociale, la non-violenza e la salvaguardia dell'ambiente.
L'obiettivo era dunque la nascita di una nuova sinistra aperta e plurale, consapevole dei valori costituzionali dell'antifascismo e della Resistenza, in grado di dare rappresentanza a quelle fasce della società tradizionalmente vicine (dipendenti pubblici, insegnanti, mondo della cultura, operai, giovani), nel solco de L'Ulivo e dai valori che lo contraddistinsero.

## Struttura

### Organi nazionali

#### Segretario
- Roberto Speranza[97] (7 aprile 2019 - 10 giugno 2023)

#### Coordinatore[98]
- Roberto Speranza (1 aprile 2017 - 7 aprile 2019)
- Arturo Scotto (7 aprile 2019 - 10 giugno 2023)

#### Tesoriere
- Carlo Pegorer (7 aprile 2019 - novembre 2020)
- Nico Stumpo (novembre 2020 - giugno 2023)

Comitato di Tesoreria: Barbara Bovone, Laura Parisse, Renzo Patumi, Giuseppe Sonnessa.

#### Segreteria nazionale

##### Prima segreteria (2019-2022)
- Responsabile Agricoltura: Ernesto Abaterusso
- Responsabile Riforme costituzionali e pubblica amministrazione: Roberta Agostini
- Responsabile Formazione politica: Luca Basile
- Responsabile Politiche sociali, Welfare, Sanità: Gianluca Busilacchi
- Responsabile enti locali e ordinamento dello Stato: Alfredo D'Attorre
- Responsabile Ambiente, Sostenibilità, Economia circolare: Martina Draghi
- Responsabile Diritti: Elisabetta Gambardella
- Responsabile Istruzione e ricerca: Miguel Gotor
- Responsabile Economia e politiche fiscali: Maria Cecilia Guerra
- Responsabile Lavoro: Piero Latino
- Responsabile Giustizia: Danilo Leva
- Responsabile Cultura: Simone Oggionni
- Responsabile Integrazione: Suad Omar Sheikh Esahaq
- Responsabile Esteri,  politiche europee e relazioni internazionali: Antonio Panzeri
- Responsabile Terzo settore, associazionismo e volontariato: Luca Pizzuto
- Responsabile Rete territoriale e tesseramento: Elettra Pozzilli
- Responsabile Professioni e partite iva: Lara Ricciatti
- Responsabile Trasporti e infrastrutture: Gabriele Scaramuzza
- Responsabile Partecipazione e cittadinanza attiva: Anna Starita
- Responsabile Organizzazione: Nico Stumpo
- Responsabile Legalità  e lotta alle mafie: Maria Flavia Timbro
- Responsabile Innovazione, democrazia digitale e nuove tecnologie: David Tozzo
- Coordinamento lavori conferenza dei segretari regionali e delle aree metropolitane: Fabio Ranieri

##### Seconda segreteria (2022-2023)
- Politiche di genere, Coordinatrice Forum Nazionale Donne: Roberta Agostini
- Salute e Welfare: Gianluca Busilacchi
- Associazionismo e terzo settore: Adalisa Campanelli
- Politiche Internazionali: Anna Colombo
- Giustizia: Federico Conte
- Enti locali e ufficio per il programma Alfredo D'Attorre
- Economia e politiche fiscali: Maria Cecilia Guerra
- Lavoro e politiche industriali: Piero Latino
- Transizione Ecologica: Michele Mognato
- Politiche della Formazione e Cultura: Simone Oggionni
- Organizzazione e Tesseramento: Elettra Pozzilli
- Politiche dell'integrazione: Suad Omar Sheikh Esahaq
- Legalità e lotta alle mafie: Maria Flavia Timbro

Inoltre, fanno parte della segreteria per funzione Nico Stumpo – in qualità di tesoriere eletto dall’assemblea congressuale -, Federico Fornaro – come capogruppo di LeU alla camera - e il coordinatore della Conferenza dei segretari regionali e di area metropolitana. Invitato permanente Mario Hubler, direttore della Fondazione Italianieuropei.

#### Presidenti dei gruppi parlamentari

##### Capogruppo alla Camera
- Francesco Laforgia (28 febbraio 2017 – 22 marzo 2018)
- Federico Fornaro (10 aprile 2018 – 12 ottobre 2022)

##### Capogruppo al Senato
- Maria Cecilia Guerra (28 febbraio 2017 – 22 marzo 2018)

##### Capodelegazione al Parlamento europeo
- Marc Tarabella (dal 20 gennaio 2021)

### Segretari Regionali
I Segretari Regionali sono stati eletti nelle giornate prima del Congresso Nazionale del 6/7 aprile 2019 e sono:
- Valle d'Aosta:
- Piemonte: Dario Omenetto
- Liguria:
- Lombardia: Carlo Porcari
- Trentino-Alto Adige:
- Veneto: Gabriele Scaramuzza
- Friuli-Venezia Giulia: Mauro Cedarmas
- Emilia-Romagna: Lanfranco De Franco
- Toscana: Andrea Vignini
- Marche: Massimo Montesi
- Umbria: Valerio Marinelli
- Lazio: Riccardo Agostini
- Abruzzo: Tommaso Di Febo e Fabio Ranieri
- Molise:
- Campania: Michele Gravano
- Basilicata: Carlo Rutigliano[99]
- Puglia: Vacante
- Calabria: Pino Greco
- Sicilia: Giuseppe Zappulla[100]
- Sardegna: Luca Pizzuto

## Organizzazione giovanile

Simbolo del Movimento Giovanile della Sinistra.

L'organizzazione giovanile di Articolo Uno, aperta alla partecipazione di giovani di età compresa tra i 14 e i 31 anni, è stata costituita dal Movimento Giovanile della Sinistra, fondato a Milano nel maggio 2017, mentre nell'ottobre seguente si è svolta a Marina di Pisa la prima Assemblea Nazionale, in occasione della quale viene istituito un Comitato Promotore Nazionale, presieduto da Tommaso Sasso, con il compito di coordinare la fase costituente dell'organizzazione.
Dopo le elezioni politiche del 2018 e il successivo fallimento del percorso unitario di Liberi e Uguali, il 18 Novembre del 2018, a Roma, si svolge il primo congresso Nazionale, che elegge come presidente Tommaso Sasso, che rimarrà alla guida del Movimento fino alle sue dimissioni l'anno successivo. Nel dicembre 2019 viene tenuto a Ravenna il secondo congresso nazionale, che elegge come Segretario Nazionale Carlo Rutigliano. Il 12 Dicembre 2020, a causa delle restrizioni dovute all’epidemia da Covid-19, si svolge la prima assemblea nazionale del Movimento in via telematica, che approva un nuovo Statuto Nazionale e il manifesto dell’organizzazione dal titolo “Manifesto 2020 - Una nuova identità”.

## Commissione di garanzia
La Commissione nazionale di garanzia decide sui ricorsi degli iscritti e sulla corretta applicazione dello Statuto e dei Regolamenti è composta da 5 componenti che non fanno parte di organi di direzione politica del partito, eletti dal Congresso Nazionale, e dura in carica quattro anni. Si ramifica in Commissioni regionali, provinciali e comunali.
I componenti della Commissione nazionale sono stati: Mario Coppeto, Luciano Marengo, Venzo Morrone, Teresa Monteleone, Giulia Urso.

## Nelle istituzioni
Il primo gruppo alla Camera di Articolo Uno-MDP si è costituito ufficialmente il 28 febbraio 2017, con l'iniziale adesione di 37 deputati, e quello al Senato nello stesso giorno, con 14 senatori. Il capogruppo alla Camera è Francesco Laforgia mentre quello del Senato è Maria Cecilia Guerra.
Nella XVIII Legislatura i deputati e i senatori fanno parte delle componenti LeU. Il capogruppo alla Camera è Federico Fornaro (Art.1) mentre al Senato è Loredana De Petris (SI).
Nella successiva XIX Legislatura i deputati di Articolo Uno aderiscono al gruppo Partito Democratico - Italia Democratica e Progressista.
 Camera dei deputati 
Gruppo Articolo 1 - Movimento Democratico e Progressista
| XVII Legislatura |
| ---------------- |
| 44 deputati      |

- Francesco Laforgia
- Francesco Ferrara
- Danilo Leva
- Roberta Agostini
- Tea Albini
- Pier Luigi Bersani
- Franco Bordo
- Luisa Bossa
- Angelo Capodicasa
- Eleonora Cimbro
- Alfredo D'Attorre
- Donatella Duranti
- Ettore Guglielmo Epifani
- Claudio Fava
- Vincenzo Folino
- Paolo Fontanelli
- Aniello Formisano
- Filippo Fossati
- Carlo Galli
- Florian Kronbichler[103]
- Luigi Lacquaniti
- Toni Matarrelli
- Generoso Melilla
- Michele Mognato
- Delia Murer
- Marisa Nicchi
- Giorgio Piccolo
- Michele Piras
- Stefano Quaranta
- Michele Ragosta
- Lara Ricciatti
- Michela Rostan
- Arcangelo Sannicandro
- Arturo Scotto
- Elisa Simoni
- Roberto Speranza
- Nicola Stumpo
- Giuseppe Zappulla
- Filiberto Zaratti
- Davide Zoggia

Gruppo Liberi e Uguali
| XVIII Legislatura |
| ----------------- |
| 8 deputati        |

- Pier Luigi Bersani
- Roberto Speranza
- Federico Fornaro (Presidente del Gruppo Parlamentare LeU)
- Nicola Stumpo
- Guglielmo Epifani[104]
- Maria Flavia Timbro[105]
- Federico Conte
- Rina De Lorenzo

Gruppo Partito Democratico - Italia Democratica e Progressista
| XIX legislatura |
| --------------- |
| 5 deputati      |

- Roberto Speranza
- Federico Fornaro
- Nicola Stumpo
- Arturo Scotto
- Maria Cecilia Guerra

 Senato della Repubblica 
Gruppo Articolo 1 - Movimento Democratico e Progressista
| XVII Legislatura |
| ---------------- |
| 16 senatori      |

- Maria Cecilia Guerra
- Federico Fornaro
- Carlo Pegorer
- Lorenzo Battista
- Filippo Bubbico
- Francesco Campanella
- Felice Casson
- Paolo Corsini
- Nerina Dirindin
- Maria Grazia Gatti
- Miguel Gotor
- Manuela Granaiola
- Doris Lo Moro
- Maurizio Migliavacca
- Lucrezia Ricchiuti
- Lodovico Sonego

Gruppo misto - Liberi e Uguali - Ecosolidali
| XVIII Legislatura |
| ----------------- |
| Un senatore       |

- Vasco Errani

Parlamento europeo
Gruppo Alleanza Progressista dei Socialisti e dei Democratici
| VIII legislatura |
| ---------------- |
| 3 eurodeputati   |

- Pier Antonio Panzeri
- Massimo Paolucci
- Flavio Zanonato

Gruppo Alleanza Progressista dei Socialisti e dei Democratici
| IX legislatura |
| -------------- |
| 1 eurodeputato |

- Marc Tarabella[106]

 Governi 
- Governo Gentiloni
  - Filippo Bubbico, Viceministro dell'Interno (25 febbraio 2017 – 3 Ottobre 2017)
- Governo Conte II
  - Roberto Speranza, Ministro della Salute (5 settembre 2019 – 13 febbraio 2021)
  - Maria Cecilia Guerra, Sottosegretaria di Stato al Ministero dell'economia e delle finanze (13 settembre 2019 – 13 febbraio 2021)
- Governo Draghi
  - Roberto Speranza, Ministro della Salute (13 febbraio 2021 – 22 ottobre 2022)
  - Maria Cecilia Guerra, Sottosegretaria di Stato al Ministero dell'economia e delle finanze (24 febbraio 2021 – 22 ottobre 2022)

## Risultati elettorali
| Elezione       | Elezione     | Voti                             | %                                | Seggi   |
| -------------- | ------------ | -------------------------------- | -------------------------------- | ------- |
| Politiche 2018 | Camera       | in LeU                           | in LeU                           | 8 / 630 |
| Politiche 2018 | Senato       | in LeU                           | in LeU                           | 2 / 315 |
| Europee 2019   | Europee 2019 | nella lista PD-Siamo Europei-PSE | nella lista PD-Siamo Europei-PSE | 0 / 73  |
| Politiche 2022 | Camera       | in PD-IDP                        | in PD-IDP                        | 5 / 400 |
| Politiche 2022 | Senato       | in PD-IDP                        | in PD-IDP                        | 0 / 200 |

## Simboli

Simbolo dal 2017 al 2019
Simbolo elettorale fino al 7 aprile 2019
Simbolo dal 7 aprile 2019

## Congressi nazionali
- I - #NoiXRicostruire - Assemblea Congressuale: Bologna, 6-7 aprile 2019
- II - Un mondo nuovo, una sinistra grande - Assemblea Congressuale: Roma, 23-24 aprile 2022
- III - La nostra parte - Assemblea Nazionale: Napoli, 10-11 giugno 2023

## Conferenze nazionali
- Fondamenta - L'Italia nel mondo nuovo: Milano, 19-21 maggio 2017
- Conferenza politica organizzativa: Roma, 22 luglio 2018
- Ricostruzione: Roma, 16 dicembre 2018
- Ricostruzione & Forum tematici: Roma, 16-17 febbraio 2019
- DiGiTALiA - Stati generali dell'Innovazione: Zoom, 4-5 settembre 2020 (online causa coronavirus)

## Feste nazionali
- I - Festa del Lavoro: Napoli, 27 settembre-1 ottobre 2017
- II - Festa del Lavoro: Roma, 20-23 settembre 2018
- III - UNICA - La nostra Festa del Lavoro: Roma, 18-22 settembre 2019
- IV - UNICA - Quello che ci unisce: Bologna, 22-26 luglio 2021
- V - La Festa UNICA - Un Mondo Nuovo Una Sinistra Grande: Bologna, 14-18 luglio 2022